# Алексеевская улица (Сестрорецк)
Алексе́евская у́лица — улица в городе Сестрорецке Курортного района Санкт-Петербурга. Проходит от Большой Горской улицы у Горского ручья до проспекта Муромцева.
Название появилось в начале XX века. Происходит, вероятно, от имени одного из членов семьи землевладельца графа А. В. Стенбок-Фермора. Рядом существует также Алексеевский переулок.

## Перекрёстки
- Улица Строителей
- Каугиевская улица
- Алексеевский переулок
- Проспект Муромцева

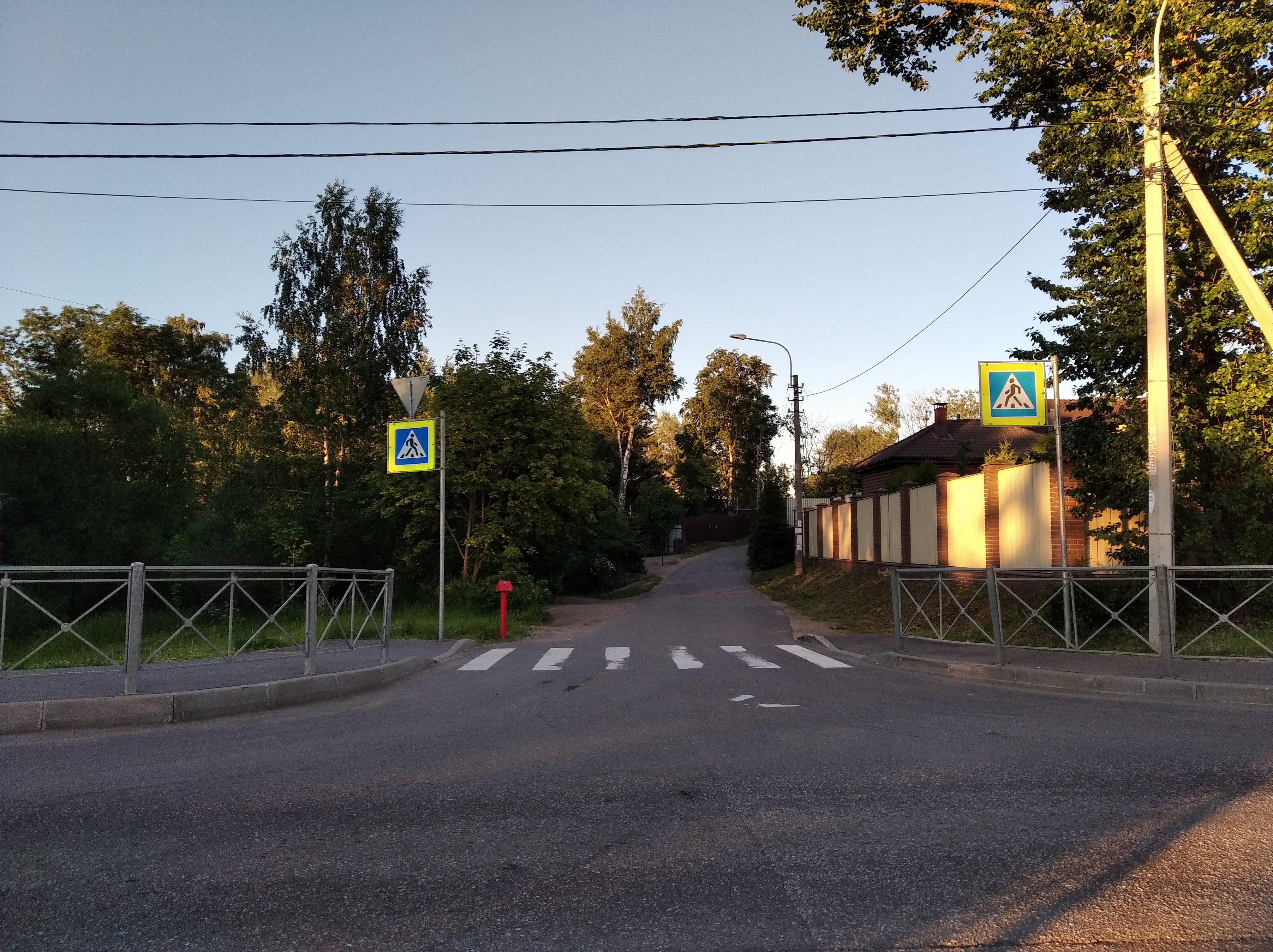
вид с Большой Горской улицы от моста через Горский ручей
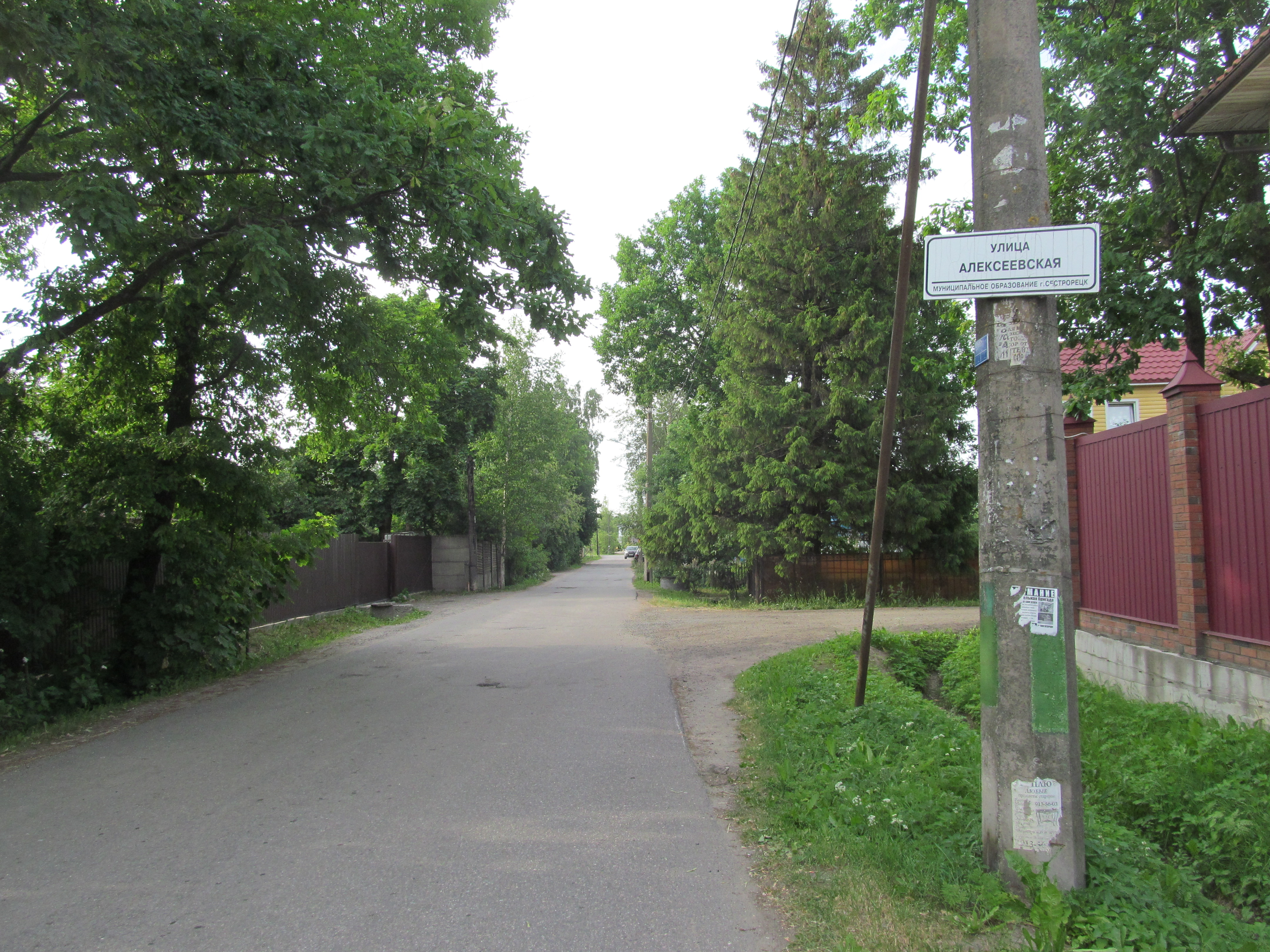
Вид от проспекта Муромцева
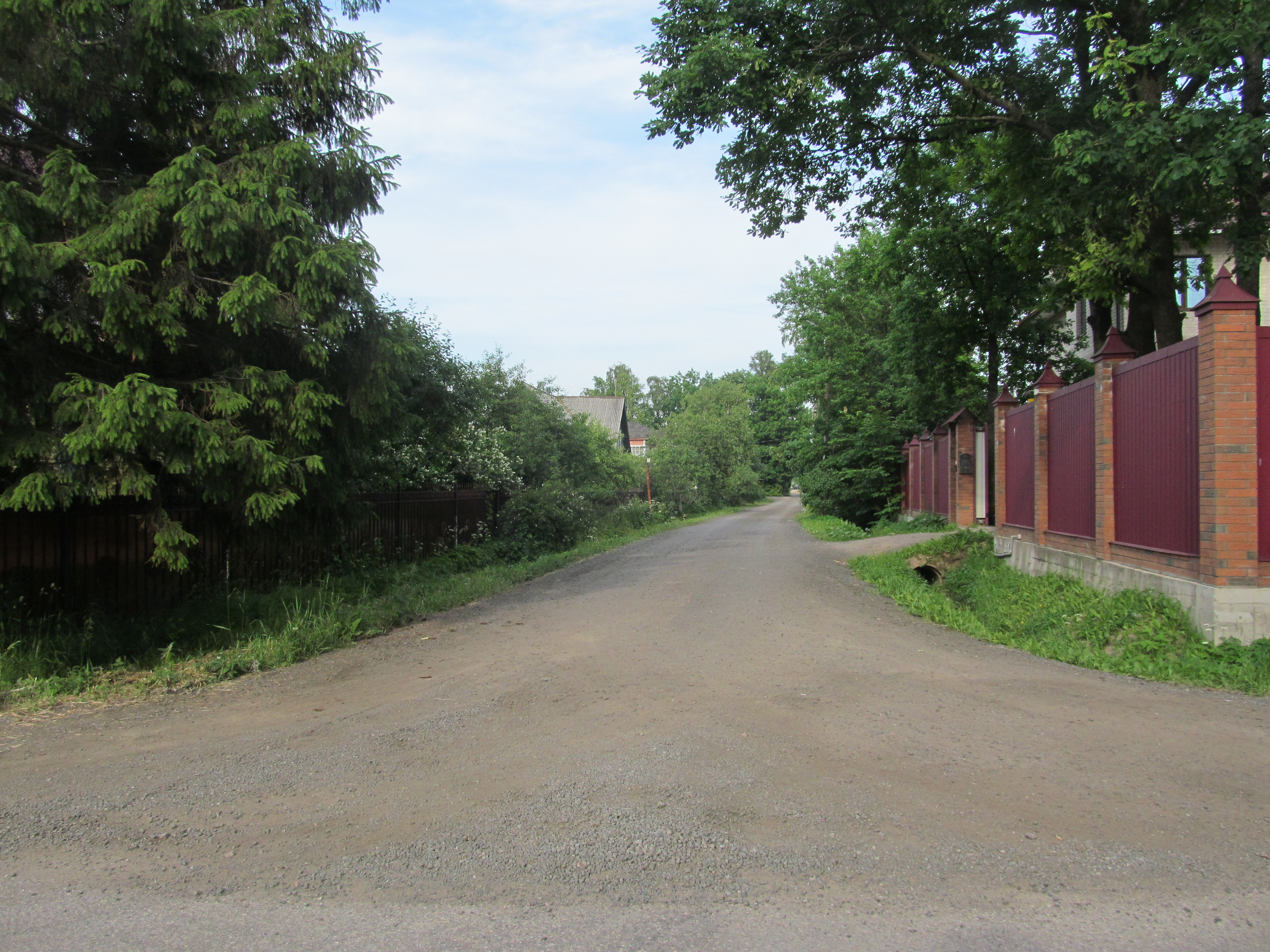
перекресток с Алексеевским переулком